# Suhay Imre
Suhay Imre (Vukovár (Szerém megye), 1822. szeptember 28. – Budapest, 1889. november 30.) jogi doktor, kúriai bíró.

## Életútja
Nemes szülők gyermeke. 1830-tól 1838-ig Eszéken és Pécsett tanult, a jogi tanfolyamot pedig a zágrábi akadémián végezte; azután a zágrábi báni táblánál, majd Pesten gyakornokoskodott. 1841. december 30-án Pesten ügyvédi vizsgát tett. Nemsokára Zágráb megyénél nyert aljegyzői állást; 1842-ben a bécsi udvari kancellárián gyakornokká neveztetett ki. 1844-ben visszatért Zágrábba; mint az ottani iskolai és tanulmányi igazgatóság levéltárnoka, a népiskolák szaporításán és emelésén munkálkodott. 1847. április 25-én jogi doktorrá avattatott; 1847. március 17-én a természetjog és magyar közjog helyettes tanára lett a zágrábi akadémián; 1849-ben a természetjog és államjog rendes tanárává neveztetett ki. 1850-től a jogenciklopédiát, büntető törvényt és római jogot adta elő. 1861. áprilisban a horvát országgyűlésre Zágráb egyik kerülete választotta képviselőjének, ahol a Magyarországgal való egyesülést pártolta; e miatt azon év július 13-án kénytelen volt az országgyűlésből kilépni. Az 1865. november 12-iki horvát országgyűlésre Zágráb ugyanazon kerülete ismét követnek választotta. Az országgyűlés, feliratának Ő Felségének leendő kézbesítésével őt és Mrazovicsot bízta meg s e végett 1866. február 22-én Budára ment; március 11-én pedig a Pestre jövő regnikoláris küldöttség tagjának választották. 1867-ben a horvát tudományos Akadémia tagjának választotta. 1869. január 8-án az udvari kancellária horvát osztályához miniszteri tanácsossá nevezték ki. 1872. február 11-én a királyi kúria legfelsőbb ítélőszéki osztályához bíróvá neveztetett ki, ahol a büntető osztály előadója volt. 1872-ben a Lipót-rend lovagkeresztjét, 1883-ban pedig a Szent István-rend kis keresztjét kapta. Mint kúriai bíró halt meg.
Nevét Suhajnak is írták.

## Munkái
- Dissertatio inaug. juris gentium de legatis. Pestini, 1847.
- Spisi saborski Sabora kraljevínah Dalmacíje, Horvatske í Slavonije od g. 1861. Zágráb. (Az 1861-ki dalmát, horvát és szlavon országgyűlés irományai).